# اینکن بچر
اینکن بچر (انگلیسی: Inken Becher؛ زادهٔ ۲ سپتامبر ۱۹۷۸) بازیکن فوتبال اهل آلمان است.
از باشگاه‌هایی که در آن بازی کرده‌است می‌توان به باشگاه فوتبال ۱.اف‌اف‌سی توربین پوتسدام اشاره کرد.
وی همچنین در تیم ملی فوتبال زنان آلمان بازی کرده‌است.